# Heliosheath
Heliosheath é a região da heliosfera que fica entre a heliopausa e o choque de terminação. Nesta região o vento solar é desacelerado ao interagir com o meio interestelar, tornando-se turbulento.
A distância aproximada desta região é por volta de 80 a 100 UA do Sol, tendo espessura aproximada de 10 a 100 UA. O formato desta região é o de uma cauda de cometa, sendo mais longa na direção contrária a do movimento que o Sol realiza no espaço.
A sonda espacial Voyager I penetrou nesta região e nos envia dados sobre as condições dentro dela. Há um pouco de dúvida sobre a data exata em que isso ocorreu, sendo estimada para dezembro de 2004 a uma distância de 94 UA. Acredita-se que a sua sonda irmã Voyager II ainda não deixou a heliosfera.